# Louis Alméras
Pour les articles homonymes, voir Alméras.
Louis Alméras, né le 15 mars 1768 à Vienne (Isère) et mort le 7 janvier 1828 à Bordeaux (Gironde), est un général de division français de la Révolution et du Premier Empire.

## Biographie
Fils du légitime mariage de Jean-Baptiste Almeras, procureur de Vienne, et de Françoise Lherbet, Louis Alméras faisait des études spéciales depuis avril 1787 pour entrer dans l'administration des ponts et chaussées, lorsque la Révolution appela la jeunesse française à la défense des frontières.

### Guerres révolutionnaires
Volontaire le 1er novembre 1791, il est fait le jour même sergent-major au 5e bataillon de volontaires de l'Isère et, le 13 décembre, sous-lieutenant. Nommé capitaine en 1792, Alméras se distingue au siège de Toulon, où il sert en qualité d'aide de camp du général Carteaux. Envoyé à l'armée des Alpes, où il remplit les fonctions d'adjudant-général, le 23 prairial an II, il est attaqué par 1 500 Piémontais, tandis qu'avec une escorte de 200 hommes il fait une reconnaissance, mais il parvient à mettre ses adversaires en déroute. L'année suivante, au mois de prairial, Kellermann le charge de diriger l'attaque du col de Monte ou de Grisanche, dans les Alpes, et il s'acquitte de cette mission.
De retour en France après avoir servi en Italie sous Bonaparte, il est employé en l'an VI dans la 1re division militaire, lorsque dans les Cévennes, à Nîmes et dans les départements du Gard et de Vaucluse, des rassemblements royalistes qui croyaient au succès de la conspiration que le Directoire déjoue par le 18 fructidor an V, prennent les armes et, conduits par un émigré nommé Saint-Christol, s'emparent de la citadelle du pont Saint-Esprit et lèvent 30 000 francs de contributions sur les habitants de la commune de Boulenne. Alméras réunit quelques bataillons, disperse ces révoltés et capture deux des principaux chefs, Saint-Christol et Dominique Allier.

#### Campagne d'Égypte
Ami de Kléber, avec lequel il se brouille et se raccommode sans cesse, il le suit en Égypte en 1798. Il se distingue à l'assaut d'Alexandrie, aux batailles d'Aboukir et d'Héliopolis, ainsi qu'à l'attaque du quartier copte de la ville de Boulaq. Blessé à cette dernière affaire, et dans l'impossibilité momentanée de suivre les mouvements de l'armée, le général en chef lui confie le commandement de Damiette en 1799 et l'organisation de la flottille de transport destinée à l'expédition de Syrie. Il est promu, par Kléber, au grade de général de brigade le 4 germinal an VIII (25 mars 1800), pour sa conduite à Héliopolis, où il commande une colonne d'attaque et a reçu deux blessures. Il ne revient en France qu'avec les débris de l'armée.

### Guerres napoléoniennes
Alméras s'est prononcé contre le coup d'État du 18 brumaire et contre l'avènement de Napoléon Ier au trône impérial, aussi n'est-il employé, à partir de cette époque, qu'à l'île d'Elbe, où il demeure jusqu'en 1809. Lors de la création de la Légion d'honneur, il est nommé en l'an XII, membre de l'Ordre le 19 frimaire, et commandant le 25 prairial (14 juin 1804). En 1809, il rejoint en Italie l'armée du prince Eugène et y commande une brigade de la division du général Lamarque. Il a deux chevaux tués sous lui au combat de Villanova sous les yeux du vice-roi, et participe ensuite à la bataille de la Piave, à Enzersdorf et à Wagram, où il reçoit une blessure assez grave.
Napoléon le récompense par une donation de 4 000 francs de rente sur le Trasimène par décret du 15 août 1809, et le fait baron de l'Empire par lettres patentes du 27 septembre 1810. L'Empereur l'appelle en 1812 à un des commandements de la Grande Armée, et le nomme général de division le 16 octobre de la même année, pour avoir guidé sa brigade à l'attaque de la redoute de Borodino, dont la prise décida du gain de la bataille de la Moskowa, où il a été blessé.

### Restauration française
Ayant été fait prisonnier pendant la retraite de Russie, il est relégué au fond de la Crimée, lors des événements de 1814. Revenu en France au mois d'août, il reçoit le 30 de ce même mois la croix de Saint-Louis, est mis en disponibilité et se retire dans son pays natal, qu'il quitte de nouveau pendant les Cent-Jours pour prendre le commandement d'une division de 5 000 fédérés à La Rochelle le 31 mai 1815. Un mois après, le Gouvernement provisoire le dépêche à Rochefort pour hâter l'embarquement de Napoléon, mais il est, au second retour des Bourbons, rayé des cadres de l'armée et replacé en non-activité par l'ordonnance du 1er août 1815.
Il est réintégré dans les cadres en 1819, mais sans recevoir d'activité. Le 7 mars 1821, il devient commandant de la 20e division militaire. Le 12 février 1823, il est commandant de la 18e division militaire à Bordeaux, et meurt dans cette ville d'une attaque d'apoplexie foudroyante le 7 janvier 1828.

## Hommage, honneurs, mentions…
- Le nom de Alméras est gravé au côté Est (11e colonne) de l’arc de triomphe de l’Étoile, à Paris.

## Titres
- Donataire d'une rente de 4 000 francs sur le Trasimène (décret du 15 août 1809) ;
- Baron Alméras et de l'Empire (lettres patentes du 27 septembre 1810) ;

## Décorations
- Légion d'honneur :
  - Chevalier de la Légion d'honneur (19 frimaire an XII : 11 décembre 1803), puis,
  - Commandant de la Légion d'honneur (25 prairial an XII : 14 juin 1804), puis,
  -  Grand officier de la Légion d'honneur (17 août 1822) ;
- Ordre royal et militaire de Saint-Louis :
  - Chevalier de Saint-Louis (3 septembre 1814), puis,
  - Commandeur de Saint-Louis (23 mai 1825).

## Armoiries
| Figure | Blasonnement |
|        | Armes du baron Alméras et de l'Empire Écartelé : au 1, de sable, à la tour d'argent, ouverte et ajourée du champ; au 2 du quartier des Barons militaires de l'Empire ; au 3, d'azur, au lion d'or ; au 4, de sinople, à la bande d'argent., |